# Tabanovce
Tabanovce (macedónul: Табановце, szerbül Табановце, albánul Tabanoci) település Észak-Macedóniában, az Északkeleti körzetben, Kumanovo községben.

## Népesség
| Lakosok száma | 1109 | 1265 | 1259 | 1194 | 1164 | 772  | 885  | 910  | 817  |
|               | 1948 | 1953 | 1961 | 1971 | 1981 | 1991 | 1994 | 2002 | 2021 |

- 1994-ben 885 lakosa volt, akik közül 555 szerb (62,7%), 174 albán (19,7%), 148 macedón (16,7%) és 10 egyéb.
- 2002-ben 910 lakosa volt, akik közül 516 szerb (56,7%), 205 macedón (23,2%), 177 albán (19,5%) és 12 egyéb.